# Вилья-дель-Росарио (Колумбия)
Вилья-дель-Росарио или Росарио (исп. Villa del Rosario) — город и муниципалитет в департаменте Северный Сантандер, Колумбия.

## География и климат
Вилья-дель-Росарио расположен в восточной части департамента на границе с Венесуэлой. Является пригородом крупного города Кукута. Через город протекает река Тачира. Площадь города — 228 км².
Вилья-дель-Росарио имеет тропический климат с сухой зимой и дождливым летом (по Кёппену). Среднегодовая температура воздуха составляет 25°С, самый тёплый месяц — август со средней температурой в 26,7°С, самый прохладный — январь (23,9°С). На город в год выпадает в среднем 708,7 мм осадков, самый дождливый месяц — октябрь (111,8 мм), самый сухой — июль (22,9 мм).

## История
Относительно точной даты основания города у историков единого мнения нет. Некоторые называют дату 1750 год, другие — 1760 год, но большинство называют точную дату 5 августа 1761 года — так и указано на официальном сайте города. Основателями города признаны Асенцио Родригес де Моралес и Хосе Диас де Астудилло. Известно, что на месте будущего города в 1760 году стояло несколько ферм, называющих себя Эль-Антигуо-Росарио (Старый розариум). 15 июля 1771 года представители самых крупных из них объединились, чтобы организовать приход (parroquia), обратились с этой просьбой к испанскому королю Карлу III, который удовлетворил их просьбу: населённый пункт получил название Нуэстра-Сеньора-дель-Росарио. 11 февраля 1773 года было подано прошение о замене приставки Нуэстра-Сеньора на Вилья, которое также было удовлетворено 18 мая 1792 года.

## Демография
- Перепись 1985 года — 19 565 человек
- Перепись 2005 года — 66 754 человека
- Оценка 2007 года — 70 285 человек
- Оценка 2012 года — 80 497 человек[4]

## Достопримечательности

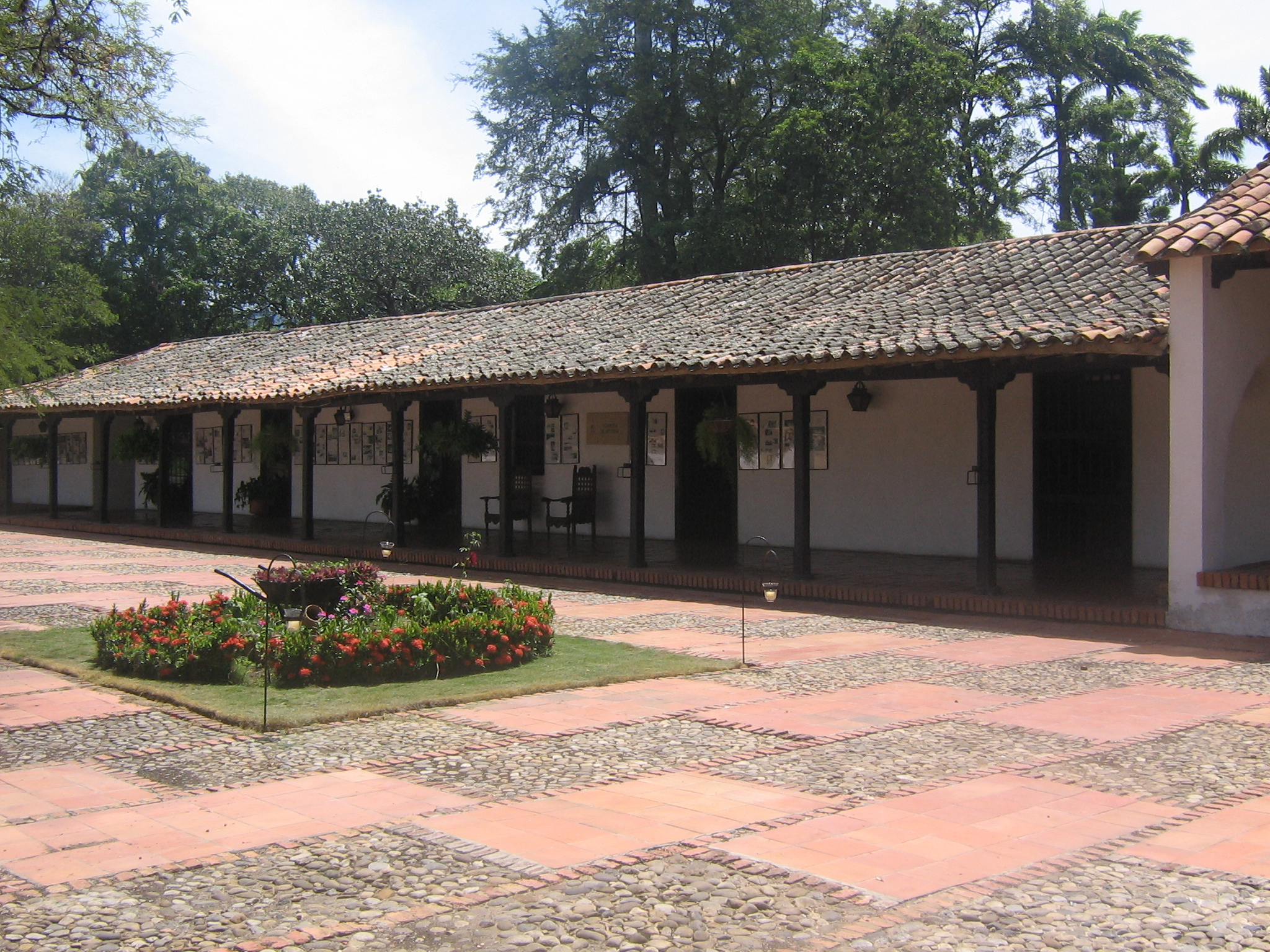
Дом Сантандера[исп.] — построен в 1923 году
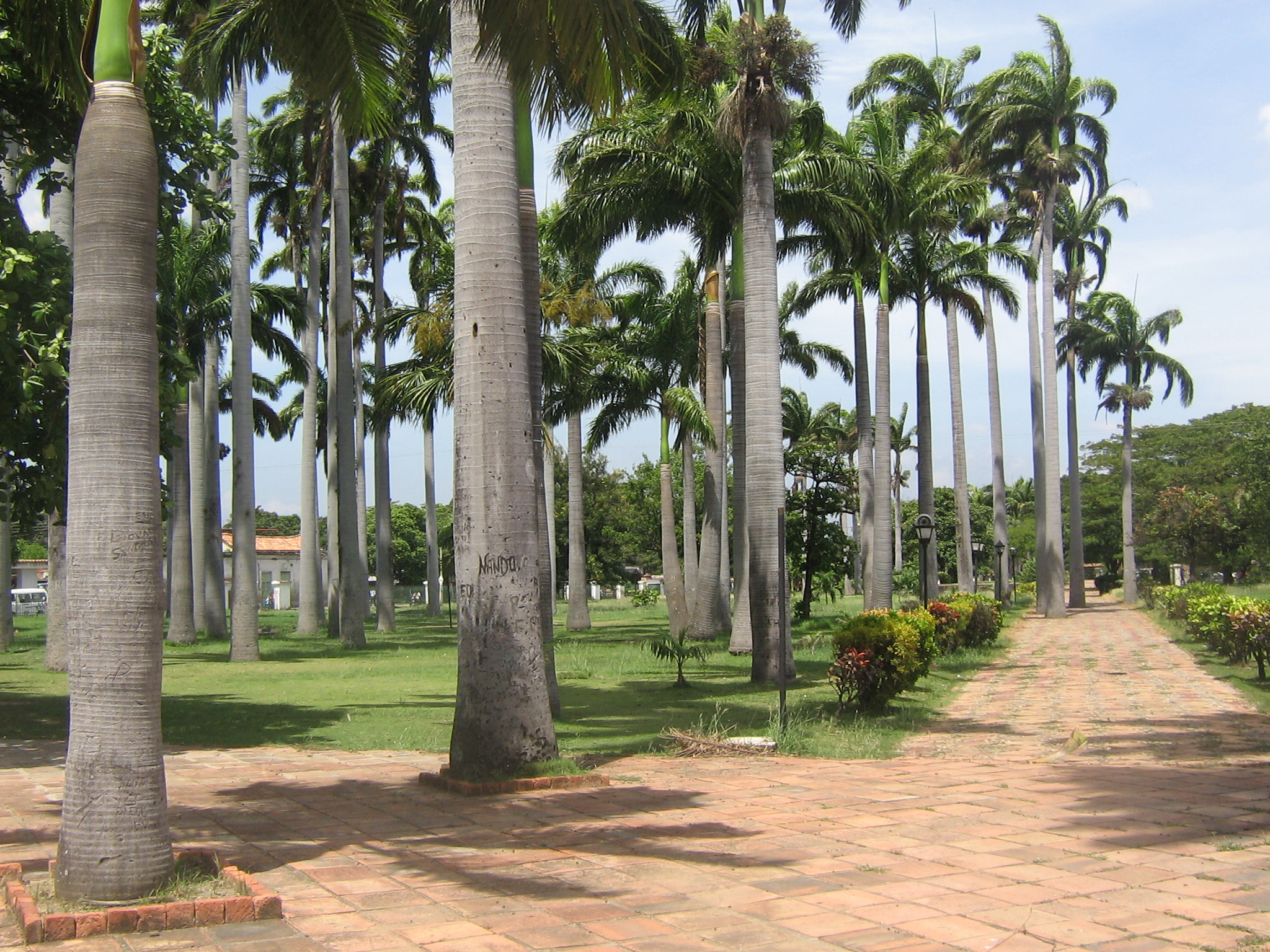
Парк Великой Колумбии[исп.]
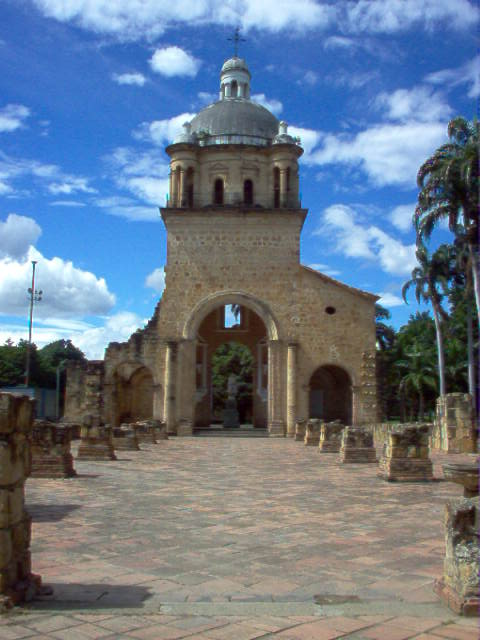
Историческая церковь Кукуты[исп.] — построена в 1821 году в честь Конгресса Кукуты[исп.]